# Colibri de Taczanowski
Thaumasius taczanowskii
Espèce
Statut de conservation UICN

 LC  : Préoccupation mineure
Statut CITES
Le Colibri de Taczanowski (Thaumasius taczanowskii) ou Ravissant de Taczanowski, est une espèce de colibris de la sous-famille des Trochilinae.

## Distribution
Le Colibri de Taczanowski est endémique du Pérou.

Carte de répartition de l'espèce

## Référence
(en) « Neotropical Birds Online », Cornell Lab of Ornithology, 2 juillet 2011